# QUICK Corp
QUICK Corp. (株式会社QUICK?) es un vendedor de información de mercados financieros con sede en Tokio, Japón. Fue fundado en 1971 como Quotation Information Center K.K. (株式会社市況情報センター), y cambió su nombre corporativo por el acrónimo "QUICK" en 1987. QUICK tiene cuatro oficinas en Japón (Tokio, Osaka, Nagoya y Fukuoka), así como oficinas en el extranjero en Londres y Hong Kong.

## Servicio
QUICK desarrolló uno de los tres principales servicios de bases de datos de noticias japonesas en tiempo real en la década de 1980 (junto con Jiji News Wire y Nikkei Telecom).
QUICK es responsable de calcular varios índices del mercado financiero japonés, incluido el conocido índice bursátil Nikkei 225. QUICK también publica datos de "QUICK Consensus" basados en las ganancias corporativas y los pronósticos macroeconómicos publicados por firmas de valores y compañías analíticas.
En 2016, QUICK introdujo la tecnología basada en inteligencia artificial para "leer" automáticamente comunicados de prensa corporativos y generar al instante informes de noticias basados en los contenidos. En el mismo año, QUICK anunció una inversión de capital estratégica en la startup fintech de Estados Unidos Xignite, que proporciona datos de mercado basados en la nube a instituciones financieras, con el objetivo de ofrecer la tecnología a clientes en Asia.